# カルロス・エミリアーノ・ペレイラ
カルリーニョス（Carlinhos）ことカルロス・エミリアーノ・ペレイラ（Carlos Emiliano Pereira、1986年11月29日 - ）は、ブラジルの元サッカー選手。現役時代のポジションはDF。